# Kleinothraupis parodii
A Kleinothraupis parodii a madarak osztályának verébalakúak (Passeriformes) rendjébe és a tangarafélék (Thraupidae) családjába tartozó faj.

## Rendszerezése
A fajt John S. Weske és John Terborgh írták le 1974-ben, a Hemispingus nembe Hemispingus parodii néven. Egyes szervezetek jelenleg is ide sorolják.

## Előfordulása
Dél-Amerikában, Peru területén, az Andok keleti részén honos. Természetes élőhelyei a szubtrópusi és trópusi hegyi esőerdők. Állandó, nem vonuló faj.

## Megjelenése
Testhossza 14 centiméter.

## Természetvédelmi helyzete
Az elterjedési területe kicsi, egyedszáma pedig csökken. A Természetvédelmi Világszövetség Vörös listáján mérsékelten fenyegetett fajként szerepel.